# 勇者鬥惡龍 達伊的大冒險
《勇者鬥惡龍 達伊的大冒險》是採用遊戲《勇者鬥惡龍系列》之世界觀創作的日本漫畫作品，由三条陸負責原作，稻田浩司負責作畫。於集英社漫畫雜誌《週刊少年JUMP》1989年第45号至1996年第52号期間進行連載。單行本全37卷。系列漫畫的單行本累計發行量超過4700萬本。
2019年12月，Jump Festa發佈了本作的重製版動畫將於2020年10月播出，且由史克威爾艾尼克斯開發新作遊戲。2020年5月27日發表會提到，將發行重製版動畫、前傳漫畫、家機遊戲、手機遊戲、機台卡片遊戲。2020年10月3日起，台灣由巴哈姆特動畫瘋、KKTV、LINE TV、LiTV 線上影視、FriDay影音、MyVideo、HamiVideo、中華電信MOD播出。

## 劇情簡介
魔王哈德拉被勇者阿邦擊敗後，世界回復了和平。一班跟隨魔王的怪物回復善良，並到伶仃島（台版漫畫：迪魯木靈島，台版動畫：戴爾馬林島）生活。及後一名嬰孩飄流到島上，並被一魔怪收養；該魔怪為嬰孩取名為「達伊」，而達伊也一直稱收養他的魔怪為爺爺。
多年後，嬰孩長大成人，並結識了來到島上的人類公主-蕾歐娜（美奧娜，TVB第一作譯名，台版舊譯名為蕾娜），並初次顯露其神祕的力量。美奧娜離開後後又過了一段日子，怪物忽然回復了魔性，開始亙相攻擊和破壞。達伊的爺爺為免自己失去理性後傷害達伊，正打算把他送走之際，勇者阿邦出現並施展出結界使怪物回復平靜。
眾怪物的失常預示了魔王軍即將復活，阿邦認為事態刻不容緩，便收了達伊為徒，讓達伊和其師兄何布一起接受特訓。在特訓了一段日子後，之前被打倒的魔王哈德拉突然出現在伶仃島，並表示有一名比他更強的魔王「巴恩」已經復活了。阿邦再度與哈德拉交戰，這次卻無法將他打敗，只好施展自爆咒文。然而，卻只能讓哈德拉負傷；看見阿邦死亡而憤怒的達伊頭頂出現龍形紋章。達伊的龍紋的力量及其師的必殺劍招一下子就擊敗了大驚失色的魔王哈德拉。
達伊為了打敗魔王軍，便離開伶仃島，與波普踏上了征途。

## 登場人物
聲優的排序為：第1作（1991年）／第2作（2020年）

### 主要人物
達伊（台譯：小泰(第一作)，港譯：達爾(第一作)、達伊(第二作)）　聲：藤田淑子／種崎敦美（日本）；賀世芳／林沛笭（台灣）；方煥蘭／陳琴雲（香港）
初登場為12歲。原本是一名孤兒，漂流到迪魯木靈島，從小夢想當打敗魔王的勇者，後來勇者阿邦來到迪魯木靈島，收了達伊做最後一個徒弟，從此踏上與魔王軍戰鬥的征途，事實上達伊是龍騎士的後代，本名迪諾(ディーノ，鐵諾、狄羅)，擁有龍紋的力量。（龍騎士是人類之神，魔族和龍族的神為了平衡世界而創作出來的勇者.龍紋代表著人類之神的心、魔神的魔力、龍神的力量），最後繼承父親巴蘭的龍紋。
最後的決戰，達伊打敗大魔王巴恩後，為了阻止此黑核晶摧毀世界，拉著奇魯巴恩的人偶飛上天際，最後下落不明（故事結束）。
但由於達伊之劍上的寶石依舊閃爍光芒，代表達伊依然在某個世界（人間，天界或魔界）存活。
阿邦五門徒中象徵"純真",輝聖石為藍色光
- 武器：帕布尼卡短劍(火,風) 、達伊之劍、真魔鋼龍劍。

曾經在龍紋開啟時使用過 帕布尼卡短劍(火)、斬龍劍、(偽)霸者之劍、鎧甲魔劍，但劍體不是粉碎就是斷裂。
- 絕技：

阿邦流刀殺法—大地斬、海波斬、空裂斬、阿邦式快速劍(アバン.ストラッシュ)、阿邦式快速劍X。
魔法劍—火焰魔法劍、萊丁(ライデイン)快速劍_(ライデイ.ンストラッシュ)、
巴蘭的遺產「基加丁破壞斬」(ギガブレイク)、結合巴蘭遺志與阿邦流刀殺法的基加丁(ギガデイン)神速斬_(ギガ.ストラッシュ)。
龍鬥氣砲咒文—多魯歐拉(ドルオーラ/杜爾奧拿)，紋章閃。
咒文方面，當處於龍騎士狀態下，除了(回復系列咒文、極大毀滅咒文、破邪系列咒文、時間凍結密法)之外，全部已契約魔法皆會使用。
另外能使用只有勇者才會的電擊咒文(萊丁、基加丁)。能同時使用鬥氣跟魔法。
- 達伊的日文名字ダイ是「dinosaur（恐竜）」日文發音的前兩個音、他的日文本名字ディーノ是「強之龍」的意思。

漫畫版揭示最後勇者將會回歸，並以劍插在大地上以示勇者靈魂不滅，後記有提及過意念來自RPG GAME。
波普（港譯：阿布，何布，布古）　聲：難波圭一／豐永利行（日本）；待查／江志倫（台灣）；郭志權／黃積權（香港）
初登場為15歲。原本是名武器店老闆的兒子，某天決心離家出走跟隨阿邦修行。在故事初期是膽小又怕死的少年，後來從大魔導士馬德利夫身邊學習後，漸漸成為大家信賴的魔法師（後來自稱大魔導士），後期成為達伊一行人的重心之一。死神奇魯巴恩視他比達伊更具威脅性，曾經引誘他出來想殺死他。在劇裡波普的單戀也是令書迷津津樂道，從第一天見面後一直愛慕著瑪姆，但因為害怕關係改變而一直不敢說出口。
在中期被一位占卜師少女美露兒所單戀愛慕著。（結局似乎暗示三人生活在一起）
阿邦五門徒中象徵"勇氣",輝聖石為綠色光
- 武器：黑魔杖
- 絕技：本身較擅長火焰及閃熱系魔法，直到後期才會回復咒文。天象變化咒文—拉納 拉納里昂、

瞬間移動咒文—魯拉(移動至想像的目的地)、飛翔咒文—多貝魯拉(施術本體滯空飛行)
五指爆炎彈、重壓咒文—貝坦(ベタン)、自爆咒文—美加恩特(以自己的性命作為代價發動)、
極大毀滅咒文—美多洛亞(メドローア/米杜洛亞/梅都洛亞)、超級蘇生咒文。
- 波普日文名字由來為「pop（通俗、大眾）」。

瑪姆（港譯：瑪文，瑪雅）　聲：富永美衣奈／小松未可子（日本）；劉潔瑛／楊詩穎（台灣）；蔡惠萍／魏惠娥（香港）
初登場為16歲。其父母曾經與阿邦一起打倒魔王哈德拉，她亦曾受過阿邦的指導，達伊與波普離開迪魯木靈島後不久就在大陸上的森林與瑪姆結識，外表堅強和粗暴，但內心善良。原本是位僧侶戰士，因為不會使用攻擊咒文，所以初期是以一支魔法槍為武器，後來明白到自己的實力遠不及魔王的部下後，曾離開達伊等人獨自前去修練拳法。戰鬥戲份不及達伊和波普，代表作是打敗了西洋棋戰隊中的女王(皇后)亞比娜斯。剛開始時有點看不起好色又膽小的波普，但後來看見波普勇敢堅強的一面慢慢對他改觀，對於愛情遲鈍的瑪姆，直到第26、27集波普2次的告白後，才漸漸正視自己的愛。三圍：B88、W59、H90。
阿邦五門徒中象徵"慈愛",輝聖石為紅色光
- 武器：魔彈槍(魔弾銃)、魔甲拳。
- 特技：武神流奧義-猛虎破碎拳、回復咒文唯一可當殺招用的過剩回復咒文-馬荷米(マホイミ)的應用，武神流-閃華裂光拳
- 瑪姆日文名字由來為「mom（母）」。

阿邦（港譯：艾班，聲：田中秀幸／櫻井孝宏（日本）；招世亮／李致林、黃啟昌〈代配〉（香港））
初登場為31歲。來自學者家族 吉紐爾。15年前打倒魔王哈德拉的勇者，是達伊、波普、瑪姆、休葛爾的師父，武器、魔法、格鬥技、鍛造等樣樣精通，而且智慧超群。在他的影響下達伊才最终成為勇者，算是故事的重要人物。故事開始是大家都以為阿邦在與哈德拉的戰鬥中犧牲，但阿邦没有死(芙蘿拉女王的護身符)，他以他的方式訓練自己(去破邪洞窟)，在最終決戰重新回歸，此外性格上阿邦十分有趣，喜愛開玩笑，並不像一般的勇者那樣嚴謹。就武力來說他並不及達伊，但他的人格魅力、豐富的知識、經驗、判斷能力、對人的影響力，就連大魔王霸恩都十分顧忌，並稱阿邦為地上最聰明的人。料理手藝好，從前是廚師。
結局是與芙蘿拉女王結婚成為了國王。
- 阿邦日文名字由來為法語的「avant（前）」。

蕾歐娜（港譯：美奧娜公主，蕾娜）　聲：久川綾／早見沙織（日本）；黃鳳英／黃昕瑜（香港）
初登場為14歲。帕布尼加的公主，因舉行祭典儀式而與達伊熟識，對於熟識的人喜歡別人叫她本名而討厭叫她公主。當得知休葛爾是破壞她國家的元兇但最後卻改邪歸正時，非但沒有給與任何懲罰，還心胸寬大的要求休葛爾繼續為正義而戰，是個外表看似高傲其實內心堅強且極富有正義感的女孩。缺點是愛購物和打開不知名的寶箱，三圍：B83、W55、H85。
阿邦五門徒中象徵"正義",輝聖石為白色光
- 武器：帕布尼卡短劍(風)（原本的帕布尼卡短劍(火)因承受不了達伊的龍紋之力而粉碎）、輝石及聖石羽毛。
- 特技：基本上公主有賢者之質，所以攻擊系及回復系魔法都會，但在波普面前都算是小魔法。

貝荷馬(ベホマ)是蕾娜公主的得意咒文之一、睡眠(催眠)咒文—拉里荷、半復活單個己方成員—扎奧拉爾(ザオラル)。大破邪咒文。
- 蕾娜日文名字由來為「leo（獅子）」。

休葛爾（修凱爾、休凱爾、邱葛爾，聲：堀秀行／梶裕貴（日本)；待查／葉又菁（台灣）； 魏惠文、袁淑珍（幼年）／麥皓豐（香港））
初登場為21歲。原為魔王軍不死軍團長，是阿邦的大弟子，卻誤以為其父之被阿邦殺死憤而加入魔王軍準備對阿邦師徒復仇，並攻擊帕布尼加(蕾娜公主的國家)。精湛的劍法加上一件能抵擋任何魔法的盔甲，使其擁有強大的戰鬥力。最後在得知其父之死的真相後敗在達伊的雷電魔法劍下。之後轉為同伴一方參與了許多對抗魔王軍的戰鬥。原本就是個用劍高手，在打倒龍騎眾後接收鎧之魔槍，轉為精進使槍技術。瑪姆甚為傾慕他，波普視其為情敵。
阿邦五門徒中象徵"鬥志",輝聖石為紫色光
- 武器：鎧之魔槍，鎧甲魔劍。
- 特技：大十字勳章、地雷閃、海嗚閃、虛空閃（空裂斬）、大地斬、海波斬、血腥必殺劍法(ブラッディスクライド)、阿邦流槍殺法。

其實會虛空閃就應該也可使用阿邦式快速劍、鬥魔傀儡掌(本人擁有黑暗鬥氣才能使用)。
- 休葛爾日文名字由來為「ヒュンと剣（けん）を振るう」。

可美（港譯：哥鈴、哥明，聲：冬馬由美／國府田麻理子（動畫劇場版第1作）／降幡愛（日本）；待查／羅孔柔（香港））
被稱作是夢幻奇珍的黃金金屬史萊姆，一開始就陪伴在達伊身邊，在達伊一行人出現困境時會顯現出神力。然而，它的真面目是「神的眼淚」，可說是一種活的道具，運用得宜甚至可以動搖神、魔界的平衡，連大魔王霸恩都害怕的一種「諸神遺產」。
小啾（港譯(漫畫)：阿超，聲：堀江瞬（日本）；鍾見麟（香港））
老鼠型魔物，自稱「空手老鼠」，與瑪姆一同在拳聖門下修行，並對瑪姆有好感，因身體上的弱勢也顯得很自卑的一面。
隆．貝魯克/隆．貝爾克（港譯：朗．比克）　聲：／東地宏樹（日本）；／黃啟昌（香港）
魔族，鑄劍師，有『傳說中的名工匠』之稱。
早先曾為魔界的一流劍豪，擁有大魔王巴恩亦忌憚的強大實力，因苦於無法得到稱心應手的劍以發揮自己全部實力的狀況，轉行做武器工匠，希望能以自己的手打造出可讓自己全力戰鬥的兵器。在應大魔王巴恩的委托獻上打造的兵器時，因認為“為擁有絕對實力的巴恩打造武器是無趣之事”，斷然拒絕了巴恩的挽留與誘惑，因而觸怒了密斯特·巴恩，隆·貝魯克在不還手情況下承受了對方的“懲罰”，面部因此留下十字形傷疤。
此後他逃離魔界，在地表世界以打造武器為生，但逐漸厭煩了缺乏實力者讓自己的武器成為裝飾的生活，終日酗酒，與波普的父親蔣克是好友，偶爾利用打盹的閑暇給其武器店提供少量武器作為商品。
初登場的時間有點晚，剛開始只是幫達伊造劍，後來卻為達伊及休葛爾進行特訓，在最後決戰中還替所有人製造武器，甚至自願當他們的保鑣。在後半段的故事裡，隆．貝魯克可說是佔了相當重要的地位。身為魔族，但隆．貝魯克卻選擇幫助人類，他的理由是幫助弱小的傢伙比較有趣，後來又提到因為達伊和他有相同的苦惱，所以他才會想幫助達伊。後來因為使出絕技而傷了自己的手，短時間（對魔族而言）內不能再鑄劍了，最後收了諾瓦當弟子。
- 武器：星皇十字劍（未完成品）。
- 得意技能：打造了達伊之劍、鎧甲魔劍、鎧甲魔槍等傳說的武器。

美露兒（港譯：妙蕾（第一作）、美露兒（第二作），聲：南場千絵子 / 小原好美（日本），林元春／廖欣怡（香港））
占卜一族，娜芭菈的孫女，一直單戀着波普卻不敢向其表白，直到中後期為波普擋下由薩波耶拉發出的毒錘而被擊中重傷才勇敢向波普表白，此舉亦激發出波普的潛能。

### 魔王軍
「大魔王」巴恩（邦、霸恩，聲：内海賢二／土師孝也（老年時期）、子安武人（青年時期）（日本）／葉振聲（老年時期）（香港））
魔界最強的魔王與「冥龍王」維爾札為競爭對手，與「冥龍王」維爾札一樣希望擁有太陽的照耀，但不同的是，霸恩是想把地上世界摧毀，使地下的魔界世界取代地上世界。其邪眼的能力可以使任何怪物進化及增強威力，號稱力量魔力都遠超過善神的魔王。過去把自身一分為二，把擁有龐大魔力的軀體作為本體，把青春和力量分到由密斯特巴恩保管的另一個軀體，並且在日全蝕時施展「時間凍結秘法」凍結年青一面身軀的時間，從而達到長生不死的目的。以年老的肉身出戰就輕易擊敗了達伊並打斷了達伊之劍。巴蘭死後，達伊繼承了他的龍紋才足以與巴恩一戰。其後老巴恩取回年青的肉身與達伊再度激鬥，並說明自身與達伊都是戰神的後裔，擁有好戰的本能，本來處於優勢，卻中波普的激將法，導致失去一隻手、一顆心臟，最後巴恩挖出邪眼，並化身魔獸與龍魔人化的達伊進行終極之戰。
- 武器：光魔杖（老霸恩）。
- 絕技：各種魔法跟暗黑鬥氣，反彈咒文—馬荷干達(マホカンタ)、災厄之牆(CALAMITY WALL)、凱薩之鷹（帝王/皇者 不死鳥，大魔王的美拉佐瑪）、災難終結(CALAMITY END)、鷹之翼(フェニックスウイング/不死鳥之翼)，以及包含最後三者的「天地魔鬥的架勢」(天地魔闘の構え)乃最終奧義。
- 巴恩的日文名前由來為「burning（燃燒）」。

「死神」奇魯巴恩（基魯邦、基爾霸恩、死神喬拜恩、基爾巴恩，聲：田中秀幸／吉野裕行（日本）；鄧榮銾／雷（香港））
事實上不是大魔王巴恩的直屬部下，而是大魔王巴恩在魔界中的競爭對手—「冥龍王」維爾札（已被巴蘭擊敗且被精靈封印）派遣到大魔王霸恩陣營的「地上破滅作戰」的監視員，一旦巴恩作戰失敗就會化身成為奪取其首級的死神，因此在大魔王軍中的地位幾乎與大魔王巴恩對等。初次出現在大魔王面前時自稱為奇魯巴恩、意指Kill Vearn【殺了巴恩】。其真身是身邊的小魔怪(皮羅羅)，外表像死神的身體實際只是一個裝載了黑核晶的強力人偶而已。最後打敗大魔王的達伊，為了阻止此黑核晶摧毀世界，拉著奇魯巴恩裝載了黑核晶的人偶飛上天際，最後下落不明。本體則被瑪姆所殺。
- 個性卑劣殘忍，擅長以各種陷阱暗算他人，喜歡看到弱者自相殘殺或絕望的哭喊並且以此為樂。
- 奇魯巴恩的日文名前由來為「Kill（殺）+バーン」。但是他的名字帶有暗號為「殺了巴恩（Kill Vearn）」。

魔軍總司令 哈德拉（巴鐸拉，巴特拉）　聲：青野武／關智一（日本）；林國雄／陳欣（香港）
初登場為357歲。在大魔王巴恩及其親信密斯特巴恩的黑魔力之下復活，初期與達伊作戰卻屢戰屢敗，為了擁有超越達伊的力量接受了妖魔軍團長尚波拉私下研究的超魔生物的改造，進化為超魔生物。最後帶領哈德拉親衛騎團(奧利哈爾剛 製成的西洋戰棋組)與達伊等人對戰。使達伊及眾伙伴陷入苦戰。
早期個性冷酷，甚至會殺害老弱婦孺，卻從不假手於人，也不會以此為樂。中後期接受超魔生物改造後，性格漸轉正直，以身為戰士為榮，與敵手堂堂正正作戰。和達伊進行最後一戰後和達伊一行人達成和解，攜手擊破死神的陷阱，最後死在一生的宿敵與知己，阿邦的懷裡。
- 哈德拉的日文名前由來為希臘神話的傳說生物「勒拿九頭蛇（hydra）」。
- 特技：地獄之爪、改造為超魔生物後的地獄之鎖與飛行能力。較常使用的爆裂系咒文伊歐(イオ)，伊歐拉(イオラ)，前期和回憶中使用過較初階的閃熱咒文。中後期改造為超魔生物前，可達到魔法火焰與爆裂系的頂點，使用雙手可打出極大閃熱咒文、極大爆裂咒文—伊歐納曾(イオナズン)，以及改造為超魔生物後，結合魔炎氣、霸者之劍，所施展出的「超魔爆炎霸」。

#### 六大軍團
在大魔王巴恩底下是魔軍司令哈德拉，哈德拉底下率領大魔王的六大軍團。
獸王庫羅克泰因（克洛克達因，古洛單伊）　聲：銀河萬丈／前野智昭（日本）；待查／陳彥鈞（台灣）；梁耀昌／張錦江、梁志達〈代配〉（香港）
初登場為30歲（換算人類年齡）。原為魔王軍百獸魔團長，敗給達伊後開始對人類改觀，最後變成了達伊的伙伴協助人類對抗魔王軍。其重大功績是曾拯救垂死的休葛爾及參與對冰炎將軍之戰等。有關庫羅克泰因的手指在原作漫畫為四根，動畫為五根。
- 武器：真空斧，真空斧改，雷光斧。
- 特技：獸王會心擊，獸王激烈掌。
- 克洛克達因日文名字由來為「crocodile（鱷魚）」。

妖魔士團長 尚波拉（薩波耶拉、薩波艾拿，聲：龍田直樹／岩田光央（日本）；／陳永信（香港））
六位軍團長中最陰險、最卑鄙的一位，瞞著大魔王巴恩作著超魔生物的研究，連自己的親生兒子薩姆薩（聲：陶山章央（日本）；梁偉德（香港））都成了實驗品。
- 絕技：閃熱咒文、億萬集束咒文、劇毒、變身咒文、超魔生物技術。

冰炎魔團長 弗雷札特（菲扎度，聲：山口健／奈良徹（日本）；盧國權／關令翹（香港））
由哈德拉自「禁咒法」產生的魔物，擁有半冰半火的身體，魔王軍中最殘暴不仁的團長。最後達伊領悟了阿邦最後的劍招「空裂斬」後攻擊他的核心才總算把他打敗。
- 絕技：五指爆炎彈，冰炎結界咒文。

超龍軍團長 巴蘭（霸倫、巴籃，聲：石塚運昇／速水獎（日本）；蘇強文（香港））
六位軍團長中實力最強的一位，率領魔王軍中戰無不勝最強的超龍軍團攻陷了許多國家，是達伊的生父，同樣擁有龍紋之力，連大魔王霸恩也甚為顧忌他。真實身份為龍騎士，本來亦是一名正義的使者，但因其力量強大而被人類猜忌，最後導致妻子被殺、孩子也下落不明。自此憎恨人類並加入魔王軍。達伊為了避免自己被他以龍紋共鳴控制，只好將龍紋轉移到手背上。巴蘭最後死於大魔王埋在哈德拉身上的強力魔界炸彈「黑核晶」之下，死前將自己的龍紋成功轉移給達伊。
- 妻：索雅菈(ソアラ，蘇亞拉、蘇亞娜，聲：茅野愛衣（日本）；張頌欣（香港）)。
- 子：迪諾(ディーノ，鐵諾、狄羅)。
- 武器：真魔剛龍劍（不屬於人間的武器，是神使用碳鎢鈦合金打造的最強兵器）、龍牙（眼睛旁的飾品）。
- 絕技：龍騎士龍魔人化、「基加丁破壞斬」(ギガブレイク)、紋章閃、龍鬥氣砲咒文—多魯歐拉(ドルオーラ/杜爾奧拿)。

魔影軍團長 密斯特巴恩（密斯脫霸恩、密斯特霸恩、密度拜、米斯托邦，聲：難波圭一／子安武人（附體巴恩肉身時）、古川登志夫（本體）（日本）；／梁志達（香港））
大魔王巴恩的親信。大多以披著白袍及沒有臉孔的外形示人。本名密斯特(ミスト、密斯脫)，實際上並無肉身，真面孔是一團黑暗鬥氣集合體。個性冷靜心機深沉，是魔王軍幹部對大魔王最忠心耿耿的一位，一直幫助魔王保管年輕的肉身。最後把肉身交還魔王後，入侵並打算奪取休葛爾的身體時卻反被休葛爾預先儲備的光鬥氣消滅。
- 密斯特巴恩的日文名前由來為「mist（霧）+バーン」。意思是「影（ミスト）的巴恩」。

### 哈德拉近衛騎團
在魔王軍六大軍團幾乎覆滅，哈德拉也在尚波拉改造下成爲超魔生物後，由大魔王巴恩重新進行人事任命後成立一個僅屬於哈德拉的專屬作戰部隊，爲巴恩賜予哈德拉的五枚加以禁咒人形化由奧利哈爾剛為材料製成的西洋戰棋組，根據西洋棋中每個棋子有著不同用途來進行作戰。以哈德拉為王，一旦哈德拉王死亡則近衛騎團所有成員亦會全部毀滅。
近衛騎團 兵士 希姆（赫姆，聲：三木真一郎（日本）；陳耀楠（香港））
從西洋棋兵士轉化而來的戰士，擁有近衛騎團中最強的近戰能力，全身由傳說中的最強金屬“奧利巴爾鋼”組成，能夠抵禦衆多強力的攻擊魔法，同時具備各種近身戰技，酷愛戰鬥，尋找“能夠讓自己興奮起來的對手”，將休葛爾視爲自己畢生的宿敵。忠于哈德拉，曾被哈德拉評爲“最像自己的人”。是哈德拉故去後近衛騎團中唯一生存的成員。
在哈德拉與達伊對陣敗北後，本應死亡的他因內心始終持有的不甘心意志迸發而重生，且還繼承了哈德拉的靈魂力量，化爲擁有生命的金屬系怪物，在與休葛爾進行最後決鬥敗北後將其作爲其永遠的勁敵與友人，承諾由他擊敗一切本應由休葛爾擊敗的敵人。被揪強行劃爲新生獸王兵團的第12名成員，巴恩被擊敗後前往達伊生長的怪獸島和平的生活。
近衛騎團 女王 阿魯維納斯（阿爾比娜斯，聲：田村由香裏（日本）；劉惠雲（香港））
從西洋棋女王轉化而來的戰士，爲近衛騎團中實力最強的棋子，全身由傳說中的最強金屬“奧利巴爾鋼”組成，能夠抵禦衆多強力的攻擊魔法，同時也是各種體術與魔法的運用專家，擅長使用極大閃熱魔法以及基于閃熱魔法發展而成的作戰技能千針蜂雷。
由于力量過于強大，平時四肢被封印起來，而在解放四肢後，其隱藏的力量和速度，與超魔生物的哈德拉不相上下，技能也進化爲億萬蜂雷彈。
外形為美貌女性樣貌，雖多次宣稱“棋子沒有性別，只是犧牲品”，但卻明顯體現出對哈德拉超乎尋常，不惜一切的關心，在最終戰與瑪姆的較量中被察覺對哈德拉內心存在的“愛”。
其神速亦是最大弱點，正面被瑪姆被打碎的胸甲擊中後，身體關節粉碎，被瑪姆擊碎左胸的核心，戰死。
近衛騎團 騎士 西格瑪（希古馬，聲：小林親弘（日本）；關令翹（香港））
從西洋棋騎士轉化而來的戰士，擁有極高的速度與極強的跳躍能力，全身由傳說中的最強金屬“奧利巴爾鋼”組成，能夠抵禦衆多強力的攻擊魔法，且胸口藏有傳說中能夠反射一切魔法咒文的希亞巴爾鏡盾，堪稱爲魔法師的天敵，近衛騎團中唯一持有攻擊性兵器的隊員，使用騎士槍作戰。
頭型猶如戰馬，身披铠甲，是近衛騎團中最有騎士精神的成員，在最終戰對陣波普時也毫不吝惜對其對手的贊美，在波普的計謀下被極大消滅咒文擊敗，彌留之際請波普將希亞巴爾鏡盾帶走，並在與真大魔王對陣中發揮了絕大作用。
近衛騎團 僧正/主教 芬布雷（芬布蘭，聲：遊佐浩二（日本）；翟耀輝（香港））
從西洋棋僧正（相）轉化而來的戰士，全身上下90%都布滿利刃的殺手，身體由傳說中的最強金屬“奧利巴爾鋼”組成，能夠抵禦衆多強力的攻擊魔法，且還可以將自己的身體化爲武器進行攻擊。在第一次與達伊團隊交手時是除了女王外唯一未受傷的成員，但在之後曾被巴蘭刺瞎雙目。
作爲近衛騎團的“暗殺獵手(狩獵者)”，其性格與其他騎團成員完全不同，用他自己的話說“騎團其他人都充滿騎士精神，但我則不同，我沈著冷靜，無論何時也不會被所謂的情感蒙蔽雙眼而自亂陣腳，我是冷酷的”，哈德拉對此評價認爲，芬布雷繼承了改造成超魔生物之後的哈德拉所殘存的殘忍，暴戾與虛榮心，能夠毫不猶豫地對弱小的敵人痛下殺手，而在被巴蘭刺瞎雙目後，又爲了個人的虛榮而單獨出戰，被達伊擊倒，成爲近衛騎團中第一個戰死者。
近衛騎團 城堡 布羅克（布洛克，聲：川島得愛（日本）；（香港））
從西洋棋城堡（車）轉化而來的戰士，擁有巨大堅實的身軀和能夠輕易將巨輪舉起的力量，身體由傳說中的最強金屬“奧利巴爾鋼”組成，能夠抵禦衆多強力的攻擊魔法，且腕力是近衛騎團中最強，雖因身材健碩而行動遲緩，但在危機降臨時卻能夠以出乎意料的反應速度做出最適合的應對方法。
近衛騎團中唯一不會說人類語言的成員，無論何時只會發出“布魯姆”的聲音，但其內部蘊藏的力量卻不可小觑。在哈德拉體內的黑核晶爆炸時發揮能力拯救了全隊，而在反叛巴恩的哈德拉遭尚波拉暗算，即將被巴恩殺害時，其動用了最後的隱藏力量，脫離外部铠甲，與哈德拉實施了“車王換位”，拯救了哈德拉與其他近衛騎團成員的性命，自己則自爆而亡（自爆前說了有生以來唯一一句話，成為其遺言）。

#### 其他部下
國王 瑪契斯瑪蒙（瑪契斯瑪蒙，聲：玄田哲章（日本）；（香港））
從西洋棋城國王轉化而來的戰士，全身由傳說中的最強金屬“奧利巴爾鋼”組成。個性卑劣。最後被拉赫特以鎧之魔槍劈至四分五裂而死。

### 其他勢力
「冥龍王」維爾札（沃爾哲，聲 ：中尾隆聖（日本）；（香港））
與大魔王霸恩二分魔界的強者。過去與雷龍波利庫斯展開「真龍之鬥」並獲得最後勝利。曾與巴蘭戰鬥中使用黑核晶，但因為認為付出的代價太大，而沒有繼續使用，最後被巴蘭擊殺，雖擁有不滅的靈魂，而能重生，但卻被天界精靈封印成為一石雕，雖與霸恩為競爭對手，但卻又有共同的目標-太陽，不同的是，冥龍王是希望佔領地上世界。
天界精靈
只出現在冥龍王與霸恩的對話之中，從對話得知霸恩在摧毀地上之後的下一步就是進攻天界，間接證明還有天界的存在，精靈沒有太大的力量，但卻有奇妙神祕能力，其中之一便是封印，而冥龍王被封印在魔界深處之中。

#### 龍騎眾
陸戰騎拉赫特、海戰騎柏拉洪、空戰騎加爾丹迪等三人組成巴蘭的直屬龍使者。對巴蘭忠心耿耿，其中陸戰騎的拉赫特在漫畫後期時被密斯特霸恩指責為何背叛魔王軍，拉赫特對密斯特霸恩反駁說龍騎眾從來都不是魔王軍的一部分，龍騎眾只為巴蘭而戰。
拉赫特（拉哈路特，聲 ：石田彰（日本）；曹啟謙（香港））
龍騎眾最強者。是人類（母親）與魔族（父親）的混血兒。有著過人的速度，就算不夠認真也能用速度產生幻象玩弄對手，更能藉此使長槍產生真空波攻擊，不會使用魔法，也不擅長使用鬥氣，但戰鬥能力足以和密斯特霸恩與隆·貝爾克相當。
父親在其小時後即已過世，但隨後魔王哈德拉發動侵略作戰，令他與母親備受人類迫害，母親病逝後開始憎恨人類，之後被同樣遭受人類迫害的巴蘭收留與信賴，是少數知道巴蘭悲傷過去的人，巴蘭也在留給他的信件中稱其為「另一個兒子」。
敗給休葛爾後認同了他的信念，於是將鎧之魔槍託付給他。之後因巴蘭的龍之血而復活，並接受了其遺願成為達伊的屬下。
- 武器：鎧之魔槍。
- 特技：高度移動、真空衝擊斬。

柏拉荷（港譯：柏拉洪，聲 ：杉村憲司（日本）；劉奕希（香港））
喀魯旦帝（港譯：加爾丹迪，聲 ：木村昴（日本）；陳耀楠（香港））

### 其他
馬德利夫（聲：青森伸／山路和弘（日本）；／招世亮（香港））
98歲。曾是與阿邦一起組隊、協力打倒魔王哈德拉的前代勇者團隊成員之一，職業是大魔導士（本來應該是賢者，但馬德利夫嫌棄這不好聽，於是自創了這個職業名稱）。打倒哈德拉後一度當上帕布尼加國王的顧問，但被其他權貴嫉妒，之後屢進讒言使國王對他不再信任，馬德利夫看穿人心的醜惡後於是拋下身分地位選擇隱居。在達伊等人敗給弗雷札特不得不逃亡之際救下他們，在知道阿邦的死訊後才改變不想幫忙的態度，提供了住所、材料，並用斯巴達式的嚴苛訓練法教育魔法水準還只是半吊子的波普。
雖然沒有師徒名分，馬德利夫仍是波普實際上的老師，並在他迷惘之時給了不少建議。
布羅基那（聲：水島裕（日本）；／陳永信（香港））
羅卡（聲：三宅健太（日本）；（香港））
瑪姆的父親，已故。曾是與阿邦一起組隊、協力打倒魔王哈德拉的前代勇者團隊成員之一，職業是戰士。前卡爾王國的騎士團長。
蕾拉（港譯：蕾拉，聲：上村典子／折笠愛、小松未可子（青年）（日本）；／陸惠玲（香港））
33歲。瑪姆的母親。曾是與阿邦一起組隊、協力打倒魔王哈德拉的前代勇者團隊成員之一，職業是僧侶。
迪羅林（港譯：迪羅林，聲：綠川光／下野紘（日本）；／李安邦（香港））
姿魯朋（港譯：姿魯朋，聲：江森浩子／日笠陽子（日本）；／張頌欣（香港））
馬佐荷（港譯：馬佐荷，聲：青野武／岩崎博（日本）；／招世亮（香港））
黑洛黑洛（聲：堀之紀／間宮康弘（日本）；／蕭徽勇（香港））
巴達克（港譯：巴達克，聲：田原アルノ／多田野曜平（日本）；／黃子敬（香港））
提姆金（司教）（聲：增岡弘／中博史（日本）；／林國雄（香港））
巴隆（賢者）（聲：鹽屋翼／柿原徹也（日本）；／曹啟謙（香港））
阿波羅（港譯：阿波羅，聲：綠川光／阪口周平（日本）；／陳卓智（香港））
瑪琳（港譯：瑪琳，聲：江森浩子／安野希世乃（日本）；／鄭麗麗（香港））
艾美（港譯：艾美，聲：冬馬由美／石川由依（日本）；／曾秀清（香港））
娜芭菈（港譯：娜芭菈，聲：江森浩子／鹽田朋子（日本）；區瑞華／林丹鳳（香港））
強克（聲：稻田惠司（日本）；／潘文柏（香港））
史蒂妮（聲：小林さやか （日本）；／謝潔貞（香港））
諾瓦（聲：岡本信彥（日本）；／李凱傑（香港））
芙羅菈（聲：高橋李依（日本）；／（香港））
ホルキンス（聲：梁田清之／金城大和（日本）；／（香港））
羅莫斯王（聲：塾一久（日本）；／黃子敬（香港））
班卡那王（聲：廣田行生（日本）；／葉振聲（香港））
卡那爾（聲：相馬康一（日本）；／鍾見麟（香港））
亞基姆（聲：山本兼平（日本）；／李鎮然（香港））
包森（聲：木下浩之（日本）；／劉奕希（香港））

## 出版書籍
單行本
| 卷數 | 標題 | 中文標題                       | 集英社         | 集英社             | 大然出版社 | 大然出版社 |
| 卷數 | 標題 | 中文標題                       | 發售日期       | ISBN               | 發售日期   | ISBN       |
| ---- | ---- | ------------------------------ | -------------- | ------------------ | ---------- | ---------- |
| 1    |      | 勇者的家庭教師！之卷           | 1990年3月15日  | ISBN 4-08-871071-1 |            |            |
| 2    |      | 對決！巴特拉對阿邦！之卷       | 1990年4月15日  | ISBN 4-08-871072-X |            |            |
| 3    |      | 阿邦使者大集合！之卷           | 1990年8月15日  | ISBN 4-08-871073-8 |            |            |
| 4    |      | 六大團長集合…！之卷            | 1990年11月15日 | ISBN 4-08-871074-6 |            |            |
| 5    |      | 正義的閃電劍！之卷             | 1991年2月15日  | ISBN 4-08-871075-4 |            |            |
| 6    |      | 殘酷！弗雷札特！之卷           | 1991年4月15日  | ISBN 4-08-871076-2 |            |            |
| 7    |      | 不死之身救世主！之卷           | 1991年7月15日  | ISBN 4-08-871077-0 |            |            |
| 8    |      | 神劍斬萬物！之卷               | 1991年10月15日 | ISBN 4-08-871078-9 |            |            |
| 9    |      | 龍之騎士！之卷                 | 1992年2月15日  | ISBN 4-08-871079-7 |            |            |
| 10   |      | 父子之戰！之卷                 | 1992年4月15日  | ISBN 4-08-871080-0 |            |            |
| 11   |      | 小呆的身世之謎…！之卷          | 1992年7月8日   | ISBN 4-08-871181-5 |            |            |
| 12   |      | 地上最大的攻防！之卷           | 1992年9月9日   | ISBN 4-08-871182-3 |            |            |
| 13   |      | 最強之劍在何處…？之卷          | 1992年11月9日  | ISBN 4-08-871183-1 |            |            |
| 14   |      | 恐怖的超魔生物！之卷           | 1992年12月31日 | ISBN 4-08-871184-X |            |            |
| 15   |      | 鬼岩城登陸！之卷               | 1993年4月7日   | ISBN 4-08-871185-8 |            |            |
| 16   |      | 小呆之劍！之卷                 | 1993年6月9日   | ISBN 4-08-871186-6 |            |            |
| 17   |      | 復活的魔神！之卷               | 1993年8月9日   | ISBN 4-08-871187-4 |            |            |
| 18   |      | 鋼鐵親衛隊之卷                 | 1993年10月9日  | ISBN 4-08-871188-2 |            |            |
| 19   |      | 激突！集團戰鬥！之卷           | 1993年12月7日  | ISBN 4-08-871189-0 |            |            |
| 20   |      | 誓言的魔槍之卷                 | 1994年2月9日   | ISBN 4-08-871190-4 |            |            |
| 21   |      | 再見了！我的孩子！之卷         | 1994年4月9日   | ISBN 4-08-871191-2 |            |            |
| 22   |      | 大魔宮出現了！！！之卷         | 1994年6月8日   | ISBN 4-08-871192-0 |            |            |
| 23   |      | 世界毀滅的序曲！！！之卷       | 1994年8月9日   | ISBN 4-08-871193-9 |            |            |
| 24   |      | 第五個印記…！！！之卷          | 1994年10月9日  | ISBN 4-08-871194-7 |            |            |
| 25   |      | 哇！！大破邪咒文之卷           | 1994年12月7日  | ISBN 4-08-871195-5 |            |            |
| 26   |      | 淚中衝入敵陣！！！之卷         | 1995年3月8日   | ISBN 4-08-871196-3 |            |            |
| 27   |      | 真龍之鬥！！！之卷             | 1995年5月16日  | ISBN 4-08-871197-1 |            |            |
| 28   |      | 復活！！！大勇者之卷           | 1995年7月9日   | ISBN 4-08-871198-X |            |            |
| 29   |      | 終極武器震撼問世！！！之卷     | 1995年9月9日   | ISBN 4-08-871199-8 |            |            |
| 30   |      | 再見了！戰鬥的日子！！！之卷   | 1995年11月7日  | ISBN 4-08-871200-5 |            |            |
| 31   |      | 第二次覺醒！！！之卷           | 1996年1月15日  | ISBN 4-08-872201-9 |            |            |
| 32   |      | 密斯脫巴恩的最終決戰！！！之卷 | 1996年3月9日   | ISBN 4-08-872202-7 |            |            |
| 33   |      | 影子與死神之卷                 | 1996年7月9日   | ISBN 4-08-872203-5 |            |            |
| 34   |      | 真·大魔王降臨！！之卷          | 1996年10月8日  | ISBN 4-08-872204-3 |            |            |
| 35   |      | 以生命為搏鬥！！之卷           | 1997年2月9日   | ISBN 4-08-872205-1 |            |            |
| 36   |      | 如閃光般…之卷！！              | 1997年4月9日   | ISBN 4-08-872206-X |            |            |
| 37   |      | 再見！！我所愛的土地之卷       | 1997年6月9日   | ISBN 4-08-872207-8 |            |            |

文庫版
| 卷數 | 集英社         | 集英社             |
| 卷數 | 發售日期       | ISBN               |
| ---- | -------------- | ------------------ |
| 1    | 2003年6月18日  | ISBN 4-08-618063-4 |
| 2    | 2003年6月18日  | ISBN 4-08-618064-2 |
| 3    | 2003年6月18日  | ISBN 4-08-618065-0 |
| 4    | 2003年8月8日   | ISBN 4-08-618066-9 |
| 5    | 2003年8月8日   | ISBN 4-08-618067-7 |
| 6    | 2003年9月18日  | ISBN 4-08-618068-5 |
| 7    | 2003年9月18日  | ISBN 4-08-618069-3 |
| 8    | 2003年9月18日  | ISBN 4-08-618070-7 |
| 9    | 2003年10月17日 | ISBN 4-08-618071-5 |
| 10   | 2003年10月17日 | ISBN 4-08-618072-3 |
| 11   | 2003年11月18日 | ISBN 4-08-618073-1 |
| 12   | 2003年11月18日 | ISBN 4-08-618074-X |
| 13   | 2003年11月18日 | ISBN 4-08-618075-8 |
| 14   | 2003年12月12日 | ISBN 4-08-618076-6 |
| 15   | 2003年12月12日 | ISBN 4-08-618077-4 |
| 16   | 2004年1月16日  | ISBN 4-08-618078-2 |
| 17   | 2004年1月16日  | ISBN 4-08-618079-0 |
| 18   | 2004年1月16日  | ISBN 4-08-618080-4 |
| 19   | 2004年2月18日  | ISBN 4-08-618081-2 |
| 20   | 2004年2月18日  | ISBN 4-08-618082-0 |
| 21   | 2004年3月18日  | ISBN 4-08-618083-9 |
| 22   | 2004年3月18日  | ISBN 4-08-618084-7 |

勇者阿邦與獄炎魔王
本作是《達伊的大冒險》的官方前傳作品，故事時間點落於《達伊的大冒險》15 年前，描寫阿邦與夥伴們對抗魔王哈德拉的故事。
| 卷數 | 日文標題 | 中文標題         | 集英社        | 集英社                 | 青文出版社     | 青文出版社          |
| 卷數 | 日文標題 | 中文標題         | 發售日期      | ISBN                   | 發售日期       | ISBN                |
| ---- | -------- | ---------------- | ------------- | ---------------------- | -------------- | ------------------- |
| 1    |          | 勇者誕生         | 2021年3月4日  | ISBN 978-4-08-882589-2 | 2022年10月20日 | ISBN 978-6263400665 |
| 2    |          | 危險的魔導書     | 2021年7月2日  | ISBN 978-4-08-882723-0 | 2023年1月5日   | ISBN 978-6263402195 |
| 3    |          | 第二招必殺劍     | 2021年11月4日 | ISBN 978-4-08-882831-2 | 2023年1月5日   | ISBN 978-6263403307 |
| 4    |          | 魔王發威         | 2022年3月4日  | ISBN 978-4-08-883058-2 | 2023年2月6日   | ISBN 978-6263404335 |
| 5    |          | 孤傲的裘達       | 2022年7月4日  | ISBN 978-4-08-883175-6 | 2023年5月18日  | ISBN 978-6263406438 |
| 6    |          | 決戰烏羅多平原   | 2022年12月2日 | ISBN 978-4-08-883307-1 | 2023年8月3日   | ISBN 978-6263621633 |
| 7    |          | 幽靈騎士團       | 2023年4月4日  | ISBN 978-4-08-883469-6 | 2024年1月4日   | ISBN 978-6263830547 |
| 8    |          | 前往地底魔城     | 2023年8月4日  | ISBN 978-4-08-883602-7 | 2024年3月28日  | ISBN 978-6263833821 |
| 9    |          | 我當然會耗盡生命 | 2024年1月4日  | ISBN 978-4-08-883758-1 | 2024年9月5日   | ISBN 978-6263993976 |
| 10   |          |                  | 2024年5月2日  | ISBN 978-4-08-884072-7 |                |                     |
| 11   |          |                  | 2024年9月4日  | ISBN 978-4-08-884175-5 |                |                     |
| 12   |          |                  | 2025年4月4日  | ISBN 978-4-08-884457-2 |                |                     |
| 13   |          |                  | 2025年8月4日  | ISBN 978-4-08-884614-9 |                |                     |

## 動畫

### 1991年版
由东映动画製作的動畫，於1991年10月17至1992年9月24日每週四播出。全46話。
於1993年10月7日在香港無綫電視翡翠台的兒童節目《閃電傳真機》內播出，由蘇永康主唱香港主題曲，收於於《沒有季節的火花》。

#### 製作人員
- 原作：三條陸、稻田浩司
- 導演：西澤信孝
- 音樂：椙山浩一
- 編曲：松尾早人、武内基朗
- 音樂制作：Sugiyama工房
- 選曲：Audio Tanaka
- 人物設計：長岡康史
- 美術設計：坂本信人
- 音響效果：今野康之
- 製作人：高見義雄、木户睦、井上博
- 製作：東映、TBS

#### 主題曲
歌曲由日本古倫美亞發行。
片頭曲
作詞：及川恒平，作曲、編曲：椙山浩一，主唱：團時朗
片尾曲
作詞：藤公之介，作曲、編曲：椙山浩一，主唱：團時朗
遊戲《勇者斗恶龙II 恶灵的众神》的片尾曲。

#### 各話列表
| 話数 | 播放日期        | 日文標題 | 中文標題     | 脚本     | （分鏡） 演出           | 作画監督   | 美術         | VHS收錄 |
| ---- | --------------- | -------- | ------------ | -------- | ----------------------- | ---------- | ------------ | ------- |
| 1    | 1991年 10月17日 |          | 小小勇者     | 武上純希 | 西澤信孝                | 横山健次   | 坂本信人     | 誕生篇  |
| 2    | 10月24日        |          | 蕾娜公主駕臨 | 武上純希 | 葛西治                  | 小幡公春   | 坂本信人     | 誕生篇  |
| 3    | 10月31日        |          | 神龍的標記   | 武上純希 | 又野弘道                | 近藤優次   | 坂本信人     | 誕生篇  |
| 4    | 11月7日         |          | 勇者的教師   | 武上純希 | 矢部秋則                | 小曽根孝夫 | 坂本信人     | 誕生篇  |
| 5    | 11月14日        |          |              | 武上純希 | （明比正行） 佐佐木憲世 | 佐藤敬一   | 坂本信人     | 誕生篇  |
| 6    | 11月21日        |          |              | 大橋志吉 | 角銅博之                | 横山健次   | 坂本信人     | 誕生篇  |
| 7    | 11月28日        |          |              | 武上純希 | 又野弘道                | 上野賢     | 坂本信人     | 誕生篇  |
| 8    | 12月5日         |          |              | 武上純希 | 葛西治                  | 小幡公春   | 坂本信人     | 誕生篇  |
| 9    | 12月12日        |          |              | 大橋志吉 | 矢部秋則                | 近藤優次   | 坂本信人     | 旅行篇  |
| 10   | 12月19日        |          |              | 大橋志吉 | （明比正行） 佐佐木憲世 | 清山滋崇   | 坂本信人     | 旅行篇  |
| 11   | 1992年 1月9日   |          |              | 神戶一彥 | 角銅博之                | 小曽根孝夫 | 坂本信人     | 旅行篇  |
| 12   | 1月16日         |          |              | 神戶一彥 | 川田武範                | 佐藤敬一   | 坂本信人     | 旅行篇  |
| 13   | 1月23日         |          |              | 大橋志吉 | 西澤信孝                | 横山健次   | 坂本信人     | 旅行篇  |
| 14   | 1月30日         |          |              | 武上純希 | 又野弘道                | 小幡公春   | 坂本信人     | 旅行篇  |
| 15   | 2月6日          |          |              | 大橋志吉 | （明比正行） 佐佐木憲世 | 近藤優次   | 坂本信人     | 旅行篇  |
| 16   | 2月13日         |          |              | 大橋志吉 | 葛西治                  | 清山滋崇   | 坂本信人     | 旅行篇  |
| 17   | 2月20日         |          |              | 大橋志吉 | 川田武範                | 小曽根孝夫 | 坂本信人     | 死鬥篇  |
| 18   | 2月27日         |          |              | 大橋志吉 | 矢部秋則                | 菊池城二   | 坂本信人     | 死鬥篇  |
| 19   | 3月5日          |          |              | 武上純希 | 角銅博之                | 横山健次   | 萩原正己     | 死鬥篇  |
| 20   | 3月12日         |          |              | 武上純希 | 新田義方                | 小幡公春   | 千田国广     | 死鬥篇  |
| 21   | 3月19日         |          |              | 武上純希 | （明比正行） 中村哲治   | 大島城次   | 千田国广     | 死鬥篇  |
| 22   | 3月26日         |          |              | 武上純希 | 又野弘道                | 近藤優次   | 坂本信人     | 死鬥篇  |
| 23   | 4月16日         |          |              | 神戶一彥 | 葛西治                  | 清山滋崇   | 坂本信人     | 死鬥篇  |
| 24   | 4月23日         |          |              | 神戶一彥 | 川田武範                | 小曽根孝夫 | 小林勝寿     | 死鬥篇  |
| 25   | 4月30日         |          |              | 神戶一彥 | 矢部秋則                | 横山健次   | 坂本信人     | 聖戰篇  |
| 26   | 5月7日          |          |              | 神戶一彥 | 新田義方                | 大島城次   | 坂野文世     | 聖戰篇  |
| 27   | 5月14日         |          |              | 武上純希 | （明比正行） 中村哲治   | 小幡公春   | 萩原正己     | 聖戰篇  |
| 28   | 5月21日         |          |              | 大橋志吉 | 又野弘道                | 入好さとる | 中山恭子     | 聖戰篇  |
| 29   | 5月28日         |          |              | 神戶一彥 | 川田武範                | 近藤優次   | 坂野文世     | 聖戰篇  |
| 30   | 6月4日          |          |              | 武上純希 | 葛西治                  | 菊池城二   | 北原美佐     | 聖戰篇  |
| 31   | 6月11日         |          |              | 大橋志吉 | 新田義方                | 清山滋崇   | 萩原正己     | 聖戰篇  |
| 32   | 6月18日         |          |              | 神戶一彥 | 矢部秋則                | 小曽根孝夫 | 中山恭子     | 聖戰篇  |
| 33   | 6月25日         |          |              | 大橋志吉 | 芝田浩樹                | 大島城次   | 坂野文世     | 勇愛篇  |
| 34   | 7月2日          |          |              | 神戶一彥 | 又野弘道                | 小幡公春   | 小名木麻起子 | 勇愛篇  |
| 35   | 7月9日          |          |              | 大橋志吉 | 川田武範                | 近藤優次   | 萩原正己     | 勇愛篇  |
| 36   | 7月16日         |          |              | 神戶一彥 | 葛西治                  | 入好さとる | 千田国广     | 勇愛篇  |
| 37   | 7月23日         |          |              | 大橋志吉 | 角銅博之                | 菊池城二   | 中山恭子     | 勇愛篇  |
| 38   | 7月30日         |          |              | 武上純希 | 明比正行                | 清山滋崇   | 北原美佐     | 勇愛篇  |
| 39   | 8月6日          |          |              | 武上純希 | 矢部秋則                | 小曽根孝夫 | 小名木麻起子 | 勇愛篇  |
| 40   | 8月13日         |          |              | 武上純希 | 芝田浩樹                | 近藤優次   | 萩原正己     | 勇愛篇  |
| 41   | 8月20日         |          |              | 大橋志吉 | 又野广道                | 大島城次   | 中山恭子     | 宿命篇  |
| 42   | 8月27日         |          |              | 神戶一彥 | 佐佐木憲世              | 小幡公春   | 北原美佐     | 宿命篇  |
| 43   | 9月3日          |          |              | 大橋志吉 | 角銅博之                | 菊池城二   | 北原美佐     | 宿命篇  |
| 44   | 9月10日         |          |              | 神戶一彥 | 芝田浩樹                | 横山健次   | 萩原正己     | 宿命篇  |
| 45   | 9月17日         |          |              | 武上純希 | 葛西治                  | 清山滋崇   | 千田国广     | 宿命篇  |
| 46   | 9月24日         |          |              | 武上純希 | 西澤信孝 中村哲治       | 小曽根孝夫 | 中山恭子     | 宿命篇  |

### 2020年版
重製版動畫於2020年10月3日起播放。台灣OTT平台LiTV 線上影視全套上架。
2022年3月6日，东映动画株式会社雇员在某个被竄改的网站下载业务所需软件时，电脑被感染勒索病毒，随后内部网遭到「第三方入侵」，服务器和电脑的部分数据被勒索病毒加密，该社采取了停止部分内部系统和限制外部访问等安全措施，因此动画制作进度受到影响，原定于3月12日播出的第73话停播。3月12日重播本作第31话，3月19日重播本作第5话，3月26日重播本作第43话，4月2日重播本作第58话，4月9日重播本作第72话。4月16日起，从第73话开始复播。

#### 製作人員
- 原作：三條陸（原作）、稻田浩司（原作）、堀井雄二（監修）
- 系列導演：唐澤和也
- 系列構成：千葉克彥
- 人物設計：宮本繪美子
- 美術設計&美術設定：藤井綾香
- 色彩設計：森綾
- CG監督：高橋友彥
- 怪物設計：村俊太郎
- 道具設計：升井秀光
- 攝影監督：五十嵐慎一
- 剪輯：西村英一
- 音樂：林友樹
- 製作人：内藤圭祐、奈良初男、本安哲人
- 動畫製作：東映動畫
- 製作：東京電視台、達伊的大冒險製作委員會

#### 主題曲

##### 片頭曲
（1-50話）
作詞、作曲：，編曲、主唱：マカロニえんぴつ
（51-100話）
作詞：向井太一、GASHIMA
作曲：CELSIOR COUPE、向井太一
編曲：CELSIOR COUPE
主唱：向井太一

##### 片尾曲
片尾曲（1-25話）
作詞、作曲：，編曲、主唱：マカロニえんぴつ
片尾曲（26-50話）
作詞：齋藤宏介
作曲：齋藤宏介、須藤優
編曲：須藤優
主唱：XIIX
片尾曲（51-74話）
作詞：ムツムロアキラ
作曲：ハンブレッダーズ
編曲：ハンブレッダーズ／うき
主唱：ハンブレッダーズ
片尾曲（75-100話）
作詞：Aru.
作曲：Aru.
編曲：伊藤翼
主唱：ミテイノハナシ

#### 各話列表
| 話數    | 日文標題 | 中文標題               | 台灣標題             | 香港標題             | 劇本     | （分鏡） 演出                | 作畫監督                                                                                                | 總作畫監督             |
| ------- | -------- | ---------------------- | -------------------- | -------------------- | -------- | ---------------------------- | --- | ---------------------- |
| 第1話   |          | 小小的勇者 達伊        | 小小的勇者 達伊      | 小小的勇者達伊       | 千葉克彥 | 唐澤和也                     | 川村敦子                                                                                                | 宮本繪美子             |
| 第2話   |          | 達伊與雷歐娜公主       | 達伊與雷歐娜公主     | 達伊與雷歐娜公主     | 千葉克彥 | （紅優） 上田芳裕            | 多嘉良敢                                                                                                | 宮本繪美子             |
| 第3話   |          | 勇者的家庭教師         | 勇者的家庭教師       | 勇者的家庭教師       | 千葉克彥 | 大森常吉、唐澤和也           | 河野宏之                                                                                                | 宮本繪美子             |
| 第4話   |          | 魔王哈德拉復活         | 魔王哈德拉的復活     | 魔王哈德拉復活       | 千葉克彥 | 若野哲也                     | 石川哲也                                                                                                | 藤井綾香、真部周一郎   |
| 第5話   |          | 阿邦之證               | 阿邦之證             | 阿邦之證             | 千葉克彥 | 唐澤和也                     | 高橋優也、真部周一郎                                                                                    | 宮本繪美子             |
| 第6話   |          | 獸王庫羅克泰因         | 獸王庫羅克泰因       | 獸王庫羅克泰因       | 千葉克彥 | 上田芳裕                     | 川村敦子                                                                                                | 宮本繪美子、真部周一郎 |
| 第7話   |          | 瑪姆的心念             | 瑪姆的回憶           | 瑪姆的想法           | 千葉克彥 | 角銅博之                     | 村上直紀                                                                                                | 宮本繪美子、真部周一郎 |
| 第8話   |          | 百獸總攻擊             | 百獸的全面進攻       | 百獸總動員           | 千葉克彥 | （牧野次郎） 大庭秀昭        | 山崎展義                                                                                                | 香川久、真部周一郎     |
| 第9話   |          | 一絲勇氣               | 一絲的勇氣           | 一小片勇氣           | 千葉克彥 | （唐澤和也） 地岡公俊        | 片山貴仁                                                                                                | 宮本繪美子、小松こずえ |
| 第10話  |          | 前往帕普尼卡王國       | 前往帕普尼卡王國     | 前往帕普尼卡王國     | 隅澤克之 | 小室未來                     | 小川一郎                                                                                                | 小松こずえ             |
| 第11話  |          | 魔劍戰士修凱爾         | 魔劍戰士修凱爾       | 魔劍戰士修凱爾       | 隅澤克之 | 渡邊正樹                     | 河野宏之                                                                                                | 香川久                 |
| 第12話  |          | 两个人的拉伊迪恩       | 兩人的拉伊迪恩       | 兩人的拉伊迪恩       | 隅澤克之 | 上田芳裕                     | 藤田正幸、柄谷綾子 花輪美幸、沼田廣 笠野充志、森前和也                                                  | 小松こずえ             |
| 第13話  |          | 了斷的時刻             | 決勝時刻             | 決勝負一刻           | 隅澤克之 | （唐澤和也） 田中裕太        | 多嘉良敢                                                                                                | 香川久                 |
| 第14話  |          | 冰炎將軍弗雷查特       | 冰炎將軍弗雷查特     | 冰炎將軍弗雷查特     | 千葉克彥 | 角銅博之                     | 袴田裕二                                                                                                | 小松こずえ             |
| 第15話  |          | 恐怖的結界咒法         | 恐怖的結界咒法       | 恐怖的結界咒法       | 千葉克彥 | 上田芳裕                     | 市川吉幸                                                                                                | 香川久                 |
| 第16話  |          | 大魔導士馬德利夫       | 大魔導士馬德利夫     | 大魔導士馬德利夫     | 隅澤克之 | （大森常吉） 大庭秀昭        | 山崎展義                                                                                                | 小松こずえ             |
| 第17話  |          | 擁有不死之身的救世主   | 不死之身的救世主     | 不死身的救世主       | 千葉克彥 | （西村聰） 宮元宏彰          | 河野宏之、橫田守                                                                                        | 香川久                 |
| 第18話  |          | 修凯尔VS哈德拉         | 修凱爾對哈德拉       | 修凱爾對哈德拉       | 隅澤克之 | 渡邊正樹                     | 川村敦子                                                                                                | 小松こずえ             |
| 第19話  |          | 阿邦流最後的奧義       | 阿邦流最後奧義       | 阿邦流最後奧義       | 千葉克彥 | 田中裕太                     | 村上直紀                                                                                                | 香川久                 |
| 第20話  |          | 現在 斬消一切          | 在此刻斬裂一切       | 現在斬開一切         | 千葉克彥 | 角銅博之                     | 小泉昇                                                                                                  | 小松こずえ             |
| 第21話  |          | 瑪姆的決心             | 瑪姆的決心           | 瑪姆的決心           | 隅澤克之 | （金子祥之） 宇都宮正記      | 永作友克、櫻井正明 服部憲知、安達祐輔 武本大介、佐佐木一浩                                              | 香川久                 |
| 第22話  |          | 前往百貨店             | 一起去百貨公司吧     | 去百貨公司           | 隅澤克之 | 上田芳裕                     | 河野宏之                                                                                                | 小松こずえ             |
| 第23話  |          | 龍騎士                 | 龍騎士               | 龍騎士               | 千葉克彥 | 宮元宏彰                     | 袴田裕二                                                                                                | 香川久                 |
| 第24話  |          | 龍騎將軍巴蘭           | 龍騎將巴蘭           | 龍騎士巴蘭           | 千葉克彥 | （西村聰） 大庭秀昭          | 山崎展義                                                                                                | 小松こずえ             |
| 第25話  |          | 戰慄的龍鬥氣           | 戰慄的龍鬥氣         | 令人戰慄的龍鬥氣     | 千葉克彥 | （西村聰） 田中裕太          | 市川吉幸                                                                                                | 香川久                 |
| 第26話  |          | 龍騎眾大接近           | 龍騎眾步步逼近       | 龍騎眾大進逼         | 千葉克彥 | 菅沼芙實彥                   | 小泉昇 奈須川充                                                                                         | 小松こずえ             |
| 第27話  |          | 陸戰騎拉赫特           | 陸戰騎拉赫特         | 陸戰騎拉赫特         | 隅澤克之 | 角銅博之                     | 多嘉良敢                                                                                                | 香川久                 |
| 第28話  |          | 達伊的秘密             | 達伊的秘密           | 達伊的秘密           | 隅澤克之 | 上田芳裕                     | 內山翠 川村敦子                                                                                         | 小松こずえ             |
| 第29話  |          | 巴蘭的憤怒             | 巴蘭的憤怒           | 巴蘭的憤怒           | 隅澤克之 | （金子祥之） 桐山貴央        | 村上直紀 川村敦子                                                                                       | 香川久                 |
| 第30話  |          | 波普的覺悟             | 波普的覺悟           | 波普的決心           | 千葉克彥 | （西村聰） 唐澤和也          | 袴田裕二 山岡直子                                                                                       | 為我井克美、小松こずえ |
| 第31話  |          | 父與子的戰鬥           | 父子之戰             | 父子之戰             | 千葉克彥 | 宮元宏彰                     | 橫田守                                                                                                  | 香川久                 |
| 第32話  |          | 與父親的訣別           | 與父親的訣別         | 與父訣別             | 千葉克彥 | 田中裕太                     | 市川吉幸                                                                                                | 小松こずえ             |
| 第33話  |          | 尚波拉的奇策           | 薩波耶拉的奇策       | 薩波耶拉的奇謀       | 隅澤克之 | （西村聰） 山田加余仲        | 高橋美香                                                                                                | 山岡直子               |
| 第34話  |          | 羅莫斯武術大會         | 羅莫斯武術大會       | 羅莫斯武術大會       | 千葉克彥 | 座古明史                     | 小泉昇                                                                                                  | 為我井克美             |
| 第35話  |          | 決賽的異變             | 決賽的異變           | 決賽異變             | 千葉克彥 | 菅沼芙實彥                   | 山岡直子 渡邊浩二 楢崎朝子                                                                              | 香川久                 |
| 第36話  |          | 超魔生物對小奇         | 超魔生物對啾         | 超魔生物對小啾       | 隅澤克之 | 角銅博之                     | 奈須川充 內山翠                                                                                         | 為我井克美             |
| 第37話  |          | 一切都在瞬間           | 在瞬間賭上一切       | 一瞬間傾盡所有       | 隅澤克之 | 上田芳裕                     | 川村敦子                                                                                                | 小松こずえ             |
| 特別篇  |          | 冒險的軌跡，今後的旅程 | -                    | -                    | -        | -                            | - | -                      |
| 第38話  |          | 世界會議               | 世界會議             | 世界高峰會           | 千葉克彥 | 渡邊正樹                     | 竹森由加 村上直紀                                                                                       | 香川久                 |
| 第39話  |          | 鬼岩城大登陸           | 鬼岩城大登陸         | 鬼岩城登陸           | 千葉克彥 | （金子祥之） 大庭秀昭        | 山崎展義                                                                                                | 為我井克美             |
| 第40話  |          | 黑暗的師徒對決         | 黑暗的師徒對決       | 黑暗師徒對決         | 隅澤克之 | （西村聰） 矢野岳            | 濱野裕一                                                                                                | 小松こずえ             |
| 第41話  |          | 最強之劍               | 最強之劍             | 最強之劍             | 千葉克彥 | 唐澤和也                     | 橫田守                                                                                                  | 香川久                 |
| 第42話  |          | 死之大地               | 死亡大陸             | 死亡大陸             | 千葉克彥 | （金子祥之） 重矢葉月        | 奈須川充 袴田裕二                                                                                       | 為我井克美             |
| 第43話  |          | 最強劍衝突             | 最強之劍的激鬥       | 最強劍互拚           | 隅澤克之 | 上田芳裕                     | 小泉昇                                                                                                  | 山岡直子               |
| 第44話  |          | 消失在冰河中的勇者     | 消失於冰河之中的勇者 | 消失於冰河的勇者     | 隅澤克之 | （西村聰） 山田加余仲        | Kwon Oh sik Kim Si won Kim chae eun Park Se young Park Hoon Lim Keun soo Jeong Yeon soon Chae Gwang Han | 小松こずえ             |
| 第45話  |          | 奥里哈鲁根的戰士       | 奧利哈爾剛的戰士     | 奧利哈爾剛戰士       | 千葉克彥 | 角銅博之                     | 市川吉幸                                                                                                | 香川久                 |
| 第46話  |          | 極大消滅咒語梅多羅亞   | 極大消滅咒文美多洛亞 | 極大消滅咒文美多洛亞 | 千葉克彥 | （西村聰） 村上貴之          | 川村敦子                                                                                                | 為我井克美             |
| 第47話  |          | 前往決戰之地           | 前往決戰之地         | 前往決戰之地         | 隅澤克之 | 上田芳裕                     | 竹森由加                                                                                                | 山岡直子               |
| 第48話  |          | 哈德拉親衛騎團         | 哈德拉禁衛騎團       | 哈德拉禁衛騎團       | 千葉克彥 | 宮元宏彰                     | 奈須川充 加野晃                                                                                         | 小松こずえ             |
| 第49話  |          | 派對之戰開始           | 團體戰開始           | 團隊戰開始           | 隅澤克之 | 渡邊正樹                     | 村上直紀 內山翠 渡邊浩二 楢崎朝子 川村敦子 市川吉幸                                                     | 香川久                 |
| 第50話  |          | 我們的獸王游擊隊       | 我們是獸王游擊隊     | 我們是獸王游擊隊     | 千葉克彥 | （西村聰） 山田加余仲        | 高橋美香                                                                                                | 山岡直子               |
| 第51話  |          | 阿邦流究極奧義         | 阿邦流究極奧義       |                      | 千葉克彥 | 桐山貴央                     | 袴田裕二                                                                                                | 為我井克美             |
| 第52話  |          | 父子龍出陣             |                      |                      | 千葉克彥 | （田中裕太） 重矢葉月        | 齊藤香                                                                                                  | 小松こずえ             |
| 第53話  |          | 哈德拉的挑戰           |                      |                      | 千葉克彥 | 角銅博之                     | 濱野裕一                                                                                                | 為我井克美             |
| 第54話  |          | 哈德拉對巴蘭           |                      |                      | 千葉克彥 | 上田芳裕                     | 橫田守                                                                                                  | 香川久                 |
| 第55話  |          | 黑之核晶               |                      |                      | 隅澤克之 | （唐澤和也） 山田加余仲      | 照屋朋美 Chae Gwang Han                                                                                 | 山岡直子               |
| 第56話  |          | 繼承的心               |                      |                      | 隅澤克之 | 大庭秀昭                     | 山崎展義                                                                                                | 為我井克美             |
| 第57話  |          | 魔界之神               |                      |                      | 千葉克彥 | （上田芳裕） 矢野岳          | 市川吉幸                                                                                                | 香川久                 |
| 第58話  |          | 意外的救世主           |                      |                      | 千葉克彥 | （西村聰） 唐澤和也          | 小泉昇                                                                                                  | 小松こずえ             |
| 第59話  |          | 生存者們               |                      |                      | 千葉克彥 | （西村聰） 板庇迪            | 高橋美香                                                                                                | 山岡直子               |
| 第60話  |          | 達伊和波普             |                      |                      | 千葉克彥 | （吉田大輔） 宮元宏彰        | 奈須川充 加野晃 北村晉哉                                                                                | 為我井克美             |
| 第61話  |          | 勇者阿邦               |                      |                      | 隅澤克之 | 角銅博之                     | 川村敦子                                                                                                | 香川久                 |
| 第62話  |          | 破邪的洞窟             |                      |                      | 千葉克彥 | 上田芳裕                     | 竹森由加 內山翠 楢崎朝子 鞠野黃英                                                                       | 小松こずえ             |
| 第63話  |          | 神聖的繼承             |                      |                      | 千葉克彥 | （唐澤和也） 山田加余仲      | 大槻菜穗 二松真理 吉岡勝 袁森茂 スタジオグラム                                                          | 山岡直子               |
| 第64話  |          | 決戰前夜               |                      |                      | 千葉克彥 | （西森章） 尾之上知久 甚大塚 | 山中正博 高橋美香 Chae Gwang Han Yu Seung Hee リバイバル Radplus                                        | 為我井克美             |
| 第65話  |          | 暗黑的休葛爾           |                      |                      | 隅澤克之 | 桐山貴央                     | 村上直紀 渡邊浩二                                                                                       | 香川久                 |
| 第66話  |          | 五色之光               |                      |                      | 千葉克彥 | （西村聰） 三木琴繪          | 袴田裕二                                                                                                | 山岡直子               |
| 第67話  |          | 大破邪咒語的危機       |                      |                      | 千葉克彥 | （吉田大輔） 山田加余仲      | 高橋美香                                                                                                | 為我井克美             |
| 第68話  |          | 最後的挑戰             |                      |                      | 吉田伸   | （西村聰） 重矢葉月          | 齊藤香                                                                                                  | 小松こずえ             |
| 第69話  |          | 愛的超衝突             |                      |                      | 吉田伸   | 上田芳裕                     | 濱野裕一                                                                                                | 香川久                 |
| 第70話  |          | 勝利還是消滅           |                      |                      | 隅澤克之 | （小川孝治） 矢野岳          | 加野晃 增田誠治                                                                                         | 為我井克美             |
| 第71話  |          | 真龍的戰鬥             |                      |                      | 千葉克彥 | （吉田大輔） 板庇迪          | 大槻菜穗 Yu Seung Hee Kim Kyung Ho Kang Mi Ae                                                           | 山岡直子               |
| 第72話  |          | 最後的一太刀           |                      |                      | 千葉克彥 | 唐澤和也                     | 市川吉幸                                                                                                | 小松こずえ             |
| 第73話  |          | 火焰之中的希望         |                      |                      | 千葉克彥 | 宮元宏彰                     | 橫田守                                                                                                  | 香川久                 |
| 第74話  |          | 大勇者的復活           |                      |                      | 吉田伸   | 大庭秀昭                     | 川村敦子                                                                                                | 為我井克美             |
| 第75話  |          | 破邪的秘法             |                      |                      | 隅澤克之 | 上田芳裕                     | 米本奈苗                                                                                                | 山岡直子               |
| 第76話  |          | 正義的快進擊           |                      |                      | 千葉克彥 | （西村聰） 重矢葉月          | 袴田裕二                                                                                                | 小松こずえ             |
| 第77話  |          | 另一位勇者             |                      |                      | 吉田伸   | 小川孝治                     | 小泉昇                                                                                                  | 為我井克美             |
| 第78話  |          | 來自地獄的生還者       |                      |                      | 隅澤克之 | 菅沼芙實彥                   | 村上直紀 竹森由加 渡邊浩二                                                                              | 香川久                 |
| 第79話  |          | 銀髮的希姆             |                      |                      | 千葉克彥 | （西森章） 尾之上知久        | 山中正博 高橋美香 李嘉 Yu Seunghee Kim Kyungho Lee Youngmi                                              | 宮本繪美子 山岡直子    |
| 第80話  |          | 將死                   |                      |                      | 千葉克彥 | 桐山貴央                     | 齊藤香                                                                                                  | 小松こずえ             |
| 第81話  |          | 白色花園的決鬥         |                      |                      | 吉田伸   | 上田芳裕                     | 增田誠治                                                                                                | 為我井克美             |
| 第82話  |          | 正義的後繼者           |                      |                      | 隅澤克之 | 矢野岳                       | 濱野裕一                                                                                                | 山岡直子               |
| 第83話  |          | 巴蘭的遺言             |                      |                      | 吉田伸   | 山田加余仲                   | 高橋美香 二松真理 大槻菜穗                                                                              | 宮本繪美子 為我井克美  |
| 第84話  |          | 站起來、宿命的騎士     |                      |                      | 隅澤克之 | 宮元宏彰                     | 市川吉幸 橫田守                                                                                         | 香川久                 |
| 第85話  |          | 大魔王巴恩             |                      |                      | 千葉克彥 | （古田丈司） 三木琴繪        | 袴田裕二 山岡直子 增田誠治 市川吉幸 橫田守                                                              | 為我井克美             |
| 第86話  |          | 奇魯巴恩的陷阱         |                      |                      | 千葉克彥 | 重矢葉月                     | 加野晃 山內翠                                                                                           | 山岡直子               |
| 第87話  |          | 決一勝負的攻擊         |                      |                      | 千葉克彥 | 上田芳裕                     | 川村敦子                                                                                                | 宮本繪美子             |
| 第88話  |          | 黑暗之衣               |                      |                      | 吉田伸   | （菅沼芙實彥） 桐山貴央      | 米本奈苗                                                                                                | 香川久                 |
| 第89話  |          | 凍結時間的秘法         |                      |                      | 隅澤克之 | （佐藤雅子） 廣末悠奈        | 小松こずえ                                                                                              | -                      |
| 第90話  |          | 影子與死神             |                      |                      | 千葉克彥 | （小川孝治） 近藤心          | 村上直紀 竹森由加 渡邊浩二                                                                              | 山岡直子               |
| 第91話  |          | 巴恩的真相             |                      |                      | 千葉克彥 | （古田丈司） 矢野岳          | 小泉昇                                                                                                  | 為我井克美             |
| 第92話  |          | 天地魔鬥的架勢         |                      |                      | 吉田伸   | （佐藤雅子） 重矢葉月        | 齊藤香                                                                                                  | 香川久                 |
| 第93話  |          | 眼球寶珠               |                      |                      | 千葉克彥 | 山田加余仲                   | 市川吉幸 袴田裕二 橫田守                                                                                | 山岡直子               |
| 第94話  |          | 奔向羈絆               |                      |                      | 隅澤克之 | （古田丈司） 三木琴繪        | 增田誠治                                                                                                | 為我井克美             |
| 第95話  |          | 最大最後的逆轉         |                      |                      | 千葉克彥 | 上田芳裕                     | 川村敦子                                                                                                | 香川久 宮本繪美子      |
| 第96話  |          | 像閃光一樣             |                      |                      | 吉田伸   | （西村聰） 桐山貴央          | 加野晃 內山翠                                                                                           | 山岡直子               |
| 第97話  |          | 神之淚                 |                      |                      | 千葉克彥 | 田中裕太                     | 米本奈苗 村上直紀 增田誠治                                                                              | 為我井克美             |
| 第98話  |          | 達伊的決斷             |                      |                      | 千葉克彥 | 宮元宏彰                     | 橫田守 為我井克美                                                                                       | 香川久                 |
| 第99話  |          | 用這雙手取得勝利       |                      |                      | 千葉克彥 | 唐澤和也                     | 小泉昇 為我井克美                                                                                       | 宮本繪美子             |
| 第100話 |          | 永別了！親愛的大地啊   |                      |                      | 千葉克彥 | 唐澤和也                     | 小松こずえ 宮本繪美子 山岡直子 香川久 為我井克美                                                        | -                      |

#### 播放平台
| 播放日期                      | 播放時間（UTC+9）         | 播放電視台   | 播放地區      | 備註           |
| ----------------------------- | ------------------------- | ------------ | ------------- | -------------- |
| 2020年10月3日－2022年10月22日 | 星期六 9時30分－10時00分  | 東京電視台   | 關東廣域區    | 製作局         |
|                               |                           | TV北海道     | 北海道        |                |
|                               |                           | 愛知電視台   | 愛知縣        |                |
|                               |                           | 大阪電視台   | 大阪府        |                |
|                               |                           | 瀨戶內電視台 | 岡山縣&香川縣 |                |
|                               |                           | TVQ九州放送  | 福岡縣        |                |
| 2020年10月9日－2022年10月28日 | 星期五 22時30分－23時00分 | AT-X         | 日本全國      | CS放送／有重播 |
| 2020年10月17日－2022年11月5日 | 星期六 1時55分－2時25分   | 熊本放送     | 熊本縣        |                |

| 播放日期                      | 播放時間（UTC+8）  | 播放電視台              | 播放地區 | 備註                                                            |
| ----------------------------- | ------------------ | ----------------------- | -------- | --------------------------------------------------------------- |
| 2020年10月3日                 | 每週六 10:00       | 巴哈姆特動畫瘋          | 臺灣     |                                                                 |
| 2020年10月3日                 | 每週六 10:00       | KKTV                    | 臺灣     |                                                                 |
| 2020年10月3日                 | 每週六 10:00       | LINE TV                 | 臺灣     |                                                                 |
| 2020年10月3日                 | LiTV 線上影視      |                         | 臺灣     |                                                                 |
| 2020年10月3日                 | 每週六             | FriDay影音              | 臺灣     |                                                                 |
| 2020年10月3日                 | MyVideo            |                         | 臺灣     |                                                                 |
| 2020年10月3日                 | HamiVideo          |                         | 臺灣     |                                                                 |
| 2020年10月3日                 | 中華電信MOD        |                         | 臺灣     |                                                                 |
| 2022年7月15日                 | 每天 17:00         | 木棉花闔家歡Youtube頻道 | 臺灣     | 每次更新一集,同年9月15日全集下架                                |
| 2022年7月23日                 | 每週六、日 12:00   | 木棉花台灣Youtube頻道   | 臺灣     | 每次更新一部連播五集,同年9月15日全集下架                        |
| 2022年12月24日－2023年6月10日 | 每週六10:15－11:15 | 翡翠台                  | 香港     | 地面電視 粵日雙語，中文字幕，一連播放兩集一小時。播放至第50話。 |

## 備註
1. ↑  在最終決戰前知道此事的只有巴恩本人和密斯特巴恩。

## 外部連結
- 勇者鬥惡龍 達伊的大冒險（2020年版）官方網站 （页面存档备份，存于）（日語）
- 「ドラゴンクエスト ダイの大冒険」アニメ公式  2020年版官方推特 （页面存档备份，存于）（日語）